# Chester Cheetah
Chester Cheetah is een fictieve antropomorfe cheeta, die dienstdoet als mascotte voor het zoutjesmerk Cheetos. Chester valt vooral op door zijn zonnebril, tennisschoenen en grote liefde voor chips. Zijn hoofd is naar verhouding met zijn lichaam buitengewoon groot.
Volgens een artikel in The New York Times was DDB Needham Worldwide verantwoordelijk voor het bedenken van Chester. Een aflevering van Unwrapped beweert echter dat de mascotte ontworpen is door Hawley Pratt; de man die ook de Roze Panter bedacht.

## Geschiedenis
De originele mascotte voor Cheetos was een muis genaamd de Cheetos Mouse. Deze debuteerde in 1971 en verdween later in de jaren 70.
Chester maakte zijn debuut in 1986 in een getekende televisiereclame. Chester sloeg meer aan bij het grote publiek en werd al snel de vaste mascotte van Cheetos. In de meeste reclamefilmpjes waarin hij te zien is, probeert Chester op elke mogelijke manier om aan Cheetos-chips te komen; desnoods door ze van anderen af te pakken. Bijna elke poging liep voor hem verkeerd af.
In 1992 stond een animatieserie over Chester op de planning getiteld Yo! It's the Chester Cheetah Show!. Deze serie werd ontwikkeld voor Fox Kids, maar stopgezet daar Chester vooral een reclamepersonage was en veel mensen het ongepast vonden als hij opeens in een tv-serie te zien zou zijn.
In 2000 werden de reclamefilmpjes met Chester voortaan met de computer getekend.

## Chester in andere media
- In Nederland en België is Chester vooral bekend geworden door de flippo's, waarop hij samen met de Looney Tunes stond afgebeeld.
- Chester speelt mee in twee videospellen: Chester Cheetah: Wild Wild Quest en Chester Cheetah: Too Cool to Fool.
- Chester heeft een cameo in een strip van Archies Sonic the Hedgehog-stripserie.